# Granum

Schéma chloroplastu, pod číslem 11 je chloroplastová DNA
1. vnější membrána
2. mezimembránový prostor
3. vnitřní membrána
4. stroma (vodný roztok)
5. lumen (dutina) thylakoidu
6. membrána thylakoidu
7. granum (mincovitý shluk thylakoidů)
8. lamela, stromální thylakoid
9. škrob
10. ribozom
11. plastidová DNA
12. tukové kapénky

Granum (množ. č. grana) je sloupec thylakoidů typický pro některé organizmy s plastidy, například vyšší rostliny, nikoliv však třeba zelené řasy.
Jednotlivá grana, jichž může být v buňce 10–100, bývají spojena intergranálními tylakoidy čili lamelami.